# Renzo Zattoni
Renzo Zattoni (Forlì, 1924 – Forlì, 2009) è stato un incisore italiano.
Il suo nome è ricordato per la particolare forma d'arte che ha contraddistinto la sua vita: lo sbalzo su argento e rame secondo lo stile italiano o iracheno.
Nelle ore di prigionia in Albania, durante la seconda guerra mondiale, apprese da alcuni detenuti l'arte dello sbalzo. Portato in una miniera di rame in Russia conobbe le proprietà di questo metallo e, tornato a Forlì, nel dopoguerra prese sul serio il suo talento, abbinando la dote figurativa della moglie Zita Zanuso che per lui curava le bozze dei disegni.
Ha esposto in diverse città italiane grazie anche al sostegno ricevuto dall'amico Enzo Pasqui. Ebbe prestigiosi riconoscimenti, tra cui il premio Unesco, ricevuto a Monaco dalle mani di Grace Kelly, il "Lombardia", il "Timone d'oro" di Asti. Nel 1979 fu con altri artisti in Polonia con Giovanni Paolo II, in occasione del suo primo viaggio del Papa nella sua terra d'origine.